# Gorče
Gorče este o localitate din comuna Dravograd, Slovenia, cu o populație de 136 de locuitori.